# Onthophagus areolatus
Onthophagus areolatus là một loài bọ cánh cứng trong họ Bọ hung (Scarabaeidae).